# Alyssum alpestre
Alyssum alpestre är en korsblommig växtart som beskrevs av Carl von Linné. Alyssum alpestre ingår i släktet stenörter, och familjen korsblommiga växter. Inga underarter finns listade i Catalogue of Life.

## Bildgalleri

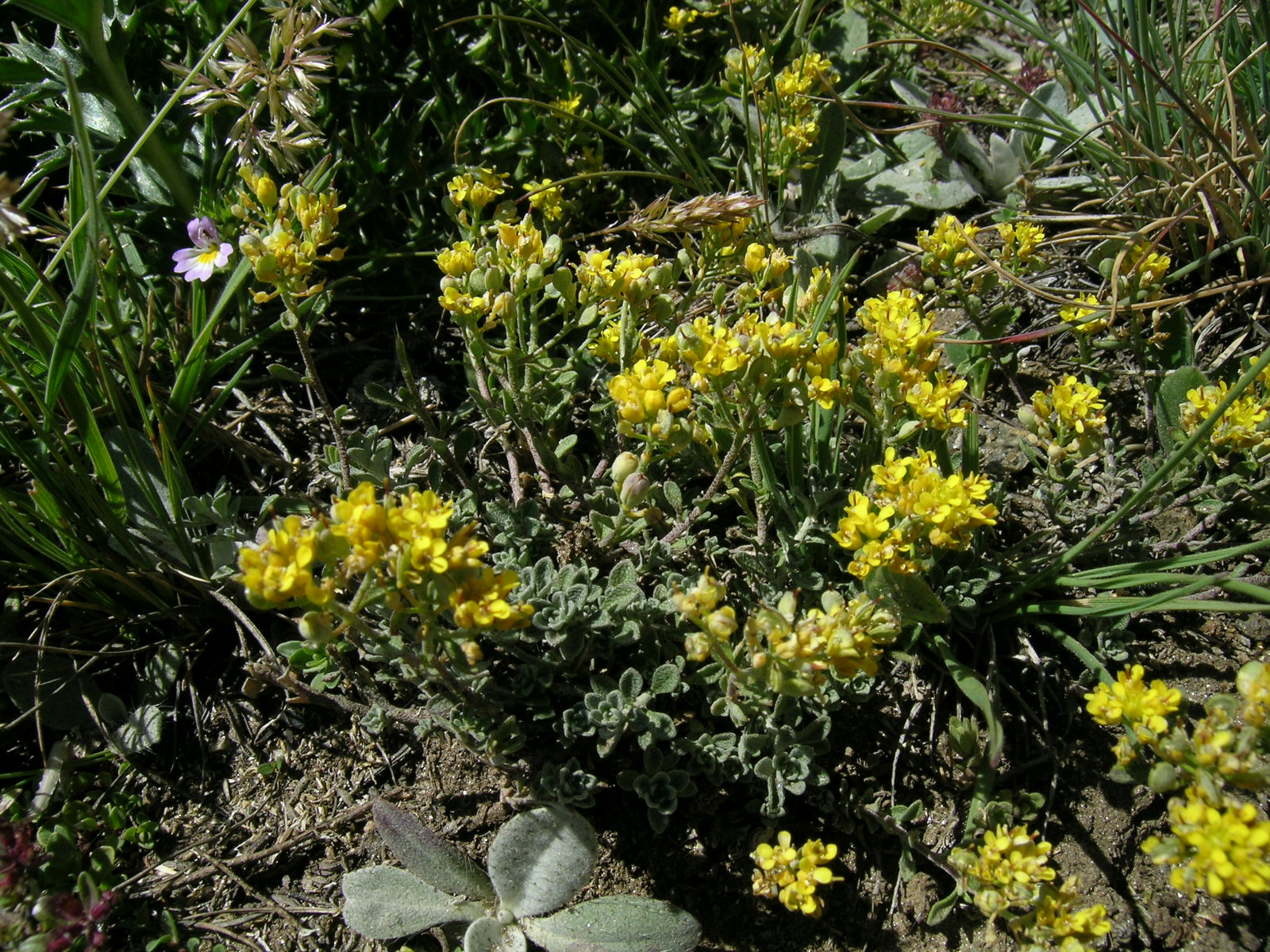